# Новый Карапуз
Новый Карапуз — посёлок в Убинском районе Новосибирской области. Входит в состав Невского сельсовета.

## География
Площадь посёлка — 32 гектаров.

## Население
| 2002 | 2007 | 2010 |
| ---- | ---- | ---- |
| 74   | →74  | ↘53  |

## Инфраструктура
В посёлке по данным на 2007 год функционируют 1 учреждение здравоохранения и 1 учреждение образования.